# Wojciech Kozub
Wojciech Kozub (* 20. Juli 1976 in Ratulow) ist ein ehemaliger polnischer Biathlet, der an acht Biathlon-Weltmeisterschaften und Olympischen Winterspielen teilnahm.
Wojciech Kozub lebt in Zakopane und trainierte in Kościelisko. Er war für W.K.S. Legia Zakopane aktiv. Mit dem Biathlonsport begann der verheiratete Tischler 1990. Seinen ersten internationalen Erfolg hatte er bei den Europäischen Olympischen Winter-Jugendtagen 1993 in Aosta. Dort gewann er die Bronzemedaille im Sprint. Sein erstes Rennen im Biathlon-Weltcup bestritt er 1994 in Bad Gastein und wurde dort 85. des Sprints. 1996 nahm er in Ruhpolding an seinen ersten Biathlon-Weltmeisterschaften teil und wurde 76. im Sprint und mit Wiesław Ziemianin, Tomasz Sikora und Jan Ziemianin Siebter mit der polnischen Staffel. Nächstes Großereignis waren die Weltmeisterschaften 1997 in Osrblie, wo Kozub 26. des Sprints wurde, 36. der Verfolgung und Sechster mit der Staffel. Mit den Ziemianins und Sikora gewann er zudem im Mannschaftswettbewerb hinter den Teams aus Weißrussland und Deutschland die Bronzemedaille. In der folgenden Saison 1997/98 gewann Kozub in Östersund bei einem Einzel als 16. erstmals Weltcuppunkte. Höhepunkt der Saison wurden die Olympischen Winterspiele 1998 von Nagano, wo er 30. im Einzel wurde, 23. im Sprint und mit der Staffel sehr guter Fünftplatzierter. Bei den Weltmeisterschaften 1998 in Pokljuka trat der Pole im auf dem olympischen Sprint basierenden Verfolgungsrennen an und erreichte den 39. Platz. Bei den aus Witterungsgründen in Kontiolahti und Oslo ausgetragenen Biathlon-Weltmeisterschaften 1999 erreichte er im Sprint Rang 61, im Einzel wurde er 15. und mit der Staffel belegte er Platz 14.
2000 konnte Kozub in Antholz erst- und letztmals als Achtplatzierter in einem Verfolger die Top Ten erreichen. Recht erfolgreich verliefen für Kozub die Biathlon-Europameisterschaften 2000 in Koscielisko mit Rang 25 im Einzel, sieben im Sprint und vier in der Verfolgung. Mit Wieslaw Ziemianin, Tomasz Sikora und Krtysztof Topor gewann er mit der polnischen Staffel hinter der deutschen Auswahl die Silbermedaille. Die Weltmeisterschaften 2000 in Oslo und Lahti brachten die Ergebnisse 36 im Einzel, 59 im Sprint und Elfter im Verfolgungsrennen. Letztmals trat Kozub in Pokljuka bei Weltmeisterschaften an und wurde 64. im Einzel, 78. im Sprint und Sechster im Staffelrennen. Bei den Europameisterschaften 2001 in der Haute-Maurienne konnte der Gewinn der Silbermedaille im Staffelrennen wiederholt werden. Letztes Großereignis waren die Olympischen Winterspiele 2002 in Salt Lake City, Kozub belegte die Ränge 69 im Einzel, 18 im Sprint, 34 in der Verfolgung und neun mit der Staffel. Zudem gewann Kozub in Kontiolahti bei den Europameisterschaften mit Bronze hinter Andrij Derysemlja und Sikora im Einzel seine einzige internationale Medaille in einem Einzelrennen. Sein letztes Weltcuprennen bestritt er zum Saisonfinale 2002 am Holmenkollen in Oslo.
Bei den Polnischen Meisterschaften gewann Kozub 2001 den Titel im Sprint, 2000 und 2001 in der Verfolgung und 1998 und 2000 im Einzel. Daneben startete Kozub immer wieder erfolgreich bei Sommerbiathlon-Weltmeisterschaften. 1998 gewann er in Osrblie hinter Russland und der Ukraine mit Grzegorz Grzywa, Tomasz Sikora und Kazimier Urbaniak als Schlussläufer die Bronzemedaille. Er ist mit der Biathletin Halina Pitoń verheiratet.

## Bilanz im Biathlon-Weltcup
Die Tabelle zeigt alle Platzierungen (je nach Austragungsjahr einschließlich Olympische Spiele und Weltmeisterschaften).
- 1.–3. Platz: Anzahl der Podiumsplatzierungen
- Top 10: Anzahl der Platzierungen unter den ersten zehn (einschließlich Podium)
- Punkteränge: Anzahl der Platzierungen innerhalb der Punkteränge (einschließlich Podium und Top 10)
- Starts: Anzahl gelaufener Rennen in der jeweiligen Disziplin

| Platzierung                               | Einzel | Sprint | Verfolgung | Massenstart | Team | Staffel | Gesamt |
| ----------------------------------------- | ------ | ------ | ---------- | ----------- | ---- | ------- | ------ |
| 1. Platz                                  |        |        |            |             |      |         |        |
| 2. Platz                                  |        |        |            |             |      |         |        |
| 3. Platz                                  |        |        |            |             | 1    |         | 1      |
| Top 10                                    |        |        |            |             | 1    | 13      | 14     |
| Punkteränge                               | 5      | 7      | 3          |             | 1    | 22      | 38     |
| Starts                                    | 18     | 45     | 19         | 1           | 1    | 22      | 106    |
| Stand: Daten möglicherweise unvollständig |        |        |            |             |      |         |        |